# 海地太子港聖殿
海地太子港聖殿是位於海地佩蒂翁維爾太子港郊區的耶穌基督後期聖徒教會的第165座運營聖殿。

## 历史
2015 年 4 月 5 日，教會會長多馬·孟蓀 (Thomas S. Monson ) 在教会总会大会的周日上午会议中宣布了建造圣殿的意图。  象牙海岸阿必尚和泰国曼谷的聖殿同时宣布。
在 2017 年 3 月 12 日在一個太子港支聯會大會中，使徒尼爾·安德森長老（Niel L. Anderson）宣布已經選定並收購了聖殿的遺址。  2017 年 10 月 28 日，在華特·高查利長老 (Walter F. González) 的主持下，舉行了標誌著建設開始的奠基儀式。 
2018 年 8 月，教會宣布，海地太子港傳道部前任主席弗里茨納·約瑟夫 (Fritzner A. Joseph) 將擔任聖殿奉獻後的第一任聖殿會長。 
2018 年 11 月 14 日，教會最初宣布聖殿定於 2019 年 5 月 19 日奉獻。  2019 年 1 月 18 日，教會提供了新的日期，宣布了 2019 年 8 月 3 日至 8 月 17 日舉行的公眾開放日，不包括星期日。  這座聖殿於 2019 年 9 月 1 日由大衛·貝納長老（David A. Bednar）奉獻。 